# Morphing
Morphing er en grafisk teknik, som gradvist forandrer et billede, så det til sidst bliver til et andet billede. I f.eks. film byttes personer ud ved morphing.
- Wikimedia Commons har flere filer relateret til Morphing

| Lyd og billede | Spire Denne artikel om billed- og lydteknologi er en spire som bør udbygges. Du er velkommen til at hjælpe Wikipedia ved at udvide den. |